# Georgi Atanasov
Georgi Atanasov (en búlgar: Георги Атанасов) (Plòvdiv (Tràcia), 6 de maig, 1882 - Gardone Riviera (Itàlia), 17 de novembre, 1931), va ser un compositor búlgar.
Atanasov va començar els estudis musicals formals a Bucarest als 14 anys. Des de 1901 fins a 1903 va estudiar composició al Conservatori Rossini de Pesaro amb Pietro Mascagni. En rebre el seu diploma amb el títol de "mestre", va adoptar la paraula com a estil formal d'adreça. Va tornar a Bulgària poc després, fent-se conegut com a líder de bandes militars. Va dirigir l'Òpera Nacional de Sofia per a la temporada 1922/23.
Atanasov va ser el primer compositor d'òpera búlgar professional. El seu estil és italianitzant, melòdic i amb la influència dels modismes populars. Va alternar números musicals contrastats per aconseguir un efecte dramàtic en les seves obres.

## Òperes

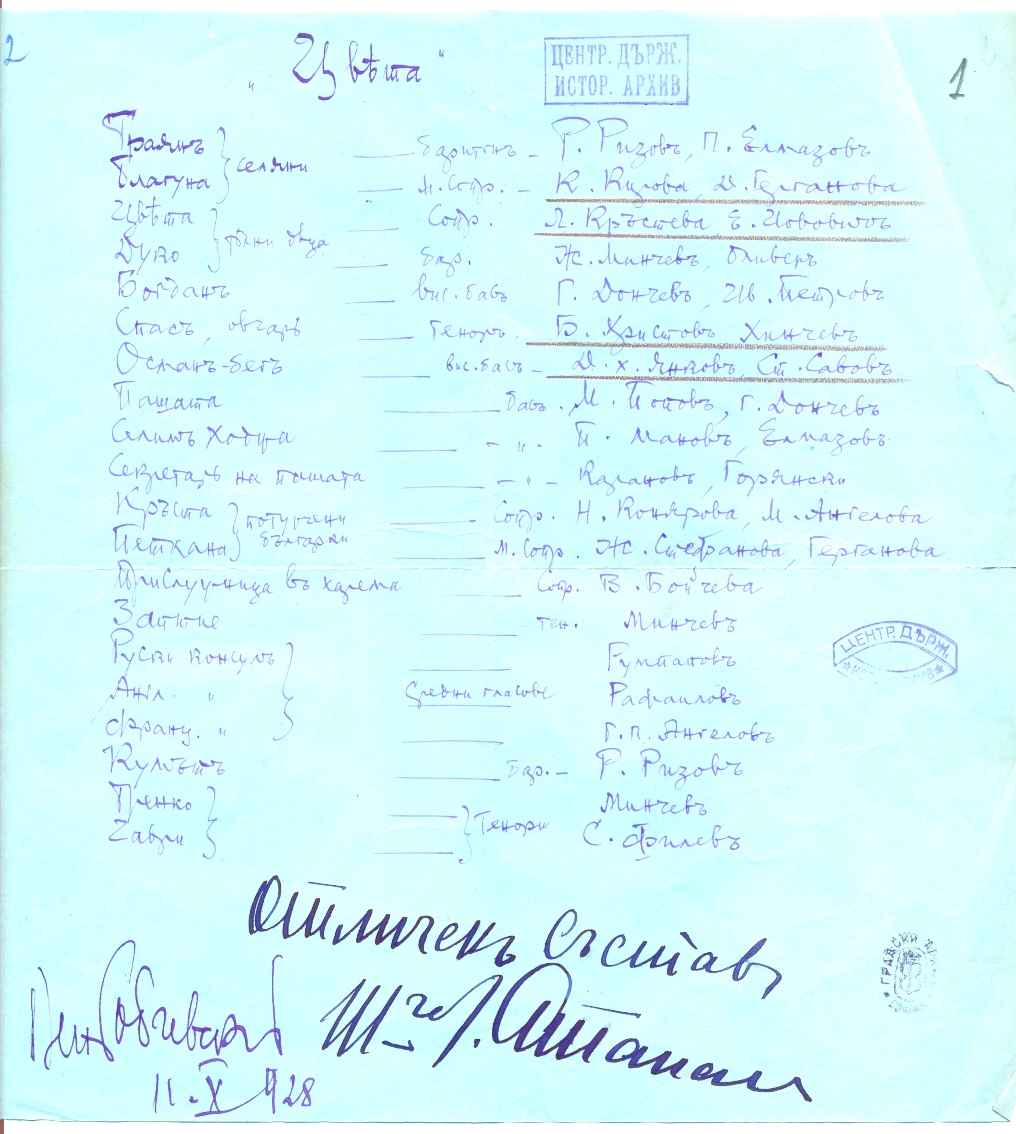
Personatges i intèrprets de l'òpera "Tsveta" amb una resolució positiva del repartiment feta per G. Atanasov. Sofia, 11 d'octubre de 1928. Font: Agència Estatal d'Arxius Búlgars

El mestre Georgi Atanasov és l'autor de 6 òperes escrites sobre temes històrics, domèstics i romàntics:
- 1911 - Borislav - basat en el drama històric del mateix nom d'Ivan Vazov, que, però, va rebutjar la col·laboració del mestre per al llibret de l'òpera, per això el seu autor és Nikola Popov;
- 1917 - Gergana - basat en el poema de Petko Slaveykov, "La primavera de la cama blanca", llibret de Lubomir Bobevski;
- 1922 - Zapustyalata vodenitsa - "El molí desert", llibret d'Alexander Morfov;
- 1924 - Цвета - "Flors" - basat en "Noces de sang macedònia" de Vojdan Chernodrinski, autor del llibret (fins al 1929, l'òpera portava el mateix nom);
- 1926 - Косара - basat en el llibret de Boyan Danovski;
- 1930 - Алцек - basat en el llibret de Petar Karapetrov.[1]
- 1916 - Моралисти - "Moralistes" basat en el llibret de Stoyan Milenkov; la primera opereta búlgara per a adults

5 operetes infantils

- 1909 - Болният учител - El mestre malalt
- 1911 - За птички - "Per als ocells"
- 1912 - Самодивско изворче - "Primavera de Samodiv"
- 1915 - Малкият герой - "El petit heroi" (perduda)
- 1920 - Златното момиче - "La noia d'or"

marxes, cançons infantils, bandes per a banda de música, 10 arranjaments per a cant i piano; 5 peces per a piano sol, etc.

## Honors
- Atanasov Ridge a l'Antàrtida porta el nom del compositor.
- Fins al 2001, l'Escola de Música Militar Georgi Atanasov va ser una institució de l'Exèrcit Popular de Búlgar i de les Forces Armades búlgares per a músics militars.[3][4]